# えびす講
えびす講（えびすこう）は、年中行事としてえびすを祀る庶民信仰。日程は主に10月20日（月遅れで行う地域では11月20日）と1月20日の年2回またはいずれかに年1回開催する地域が多い。初冬の季語。本項では1月10日前後に行われる「十日戎（とおかえびす）」についても述べる。なお、大鳥大社など日本各地の鷲神社で行われる酉の市とは本来由来が異なる。

## 概要
神無月（旧暦10月）に出雲に赴かない「留守神」とされたえびす神（夷、戎、胡、蛭子、恵比須、恵比寿、恵美須）ないしかまど神を祀り、1年の無事を感謝し、豊作や大漁あるいは商売繁盛を祈願する。えびす祭やえべっさんやおいべっさんとも言われる。
漁師や商人が集団で祭祀を行うものがある一方で、各家庭内での祭祀もあり地域性がある。東日本では家庭内祭祀でえびすに食べ物をお供えする行事としての意味合いが強く、また東日本では商業漁業の神としてのみならず、農業神として祀ることも多い。家庭内では、けんちん汁やあんころ餅、尾頭付きの魚などの食べ物を供えるとともに、財布、小銭、そろばんなどを供える地域もある。一方、西日本では漁業商業の神を中心としたもので集団で祀られることが多い。
地域によっては旧暦の1月のえびす講を商人えびす、10月のを百姓えびすと呼ぶこともある。千葉県一宮町の一宮町史では11月20日に恵比須講（百姓えびす）が行われ、1月20日には「二十日正月」として商家ではえびすを祀り、農家では歩射を行うとしている。

## 各地のえびす講
- 栃木県 - 西宮神社、二柱神社（足利市）、西宮神社（佐野市）、神明宮（栃木市）
- 群馬県 - 桐生西宮神社（桐生市）、長良神社（館林市）、西宮神社（邑楽郡大泉町）
- 東京都 - 寶田恵比寿神社（中央区「べったら市」）、椙森神社（中央区「べったら市」）、恵比寿神社（渋谷区「べったら市」）
- 神奈川県 - 平塚三嶋神社（平塚市）
- 石川県 - 輪島前神社（輪島市）
- 福井県 - 毛谷黒龍神社（福井市）、恵比須神社（三方上中郡若狭町）
- 長野県 - 西宮神社（長野市）
- 静岡県 - 西宮神社（静岡市葵区、焼津市）
- 愛知県 - 熱田神宮（名古屋市）
- 滋賀県 - 豊国神社（長浜市）
- 京都府 - 京都ゑびす神社、八坂神社（京都市）、智恩寺（宮津市）
- 大阪府 - 今宮戎神社、堀川戎神社、大阪天満宮、野田恵美須神社、神津神社（大阪市）、服部天神宮（豊中市）、石津太神社、石津神社、菅原神社・堺戎神社（堺市）、布施戎神社（東大阪市）、住吉神社（ねや川戎神社）（寝屋川市）、呉服神社（池田市）、長野神社（河内長野市）
- 兵庫県 - 西宮神社、越木岩神社（西宮市）、柳原蛭子神社、福海寺（柳原大黒）、長田神社、海神社（神戸市）、射楯兵主神社（姫路市）
- 広島県 - 胡子神社（広島市）
- 愛媛県 - 大洲神社（大洲市）
- 福岡県 - 十日恵比須神社（福岡市）、若松恵比須神社（北九州市）
- 佐賀県 ‐ 十日恵比須大祭（佐賀市）詳細は「佐賀の恵比須」を参照のこと。

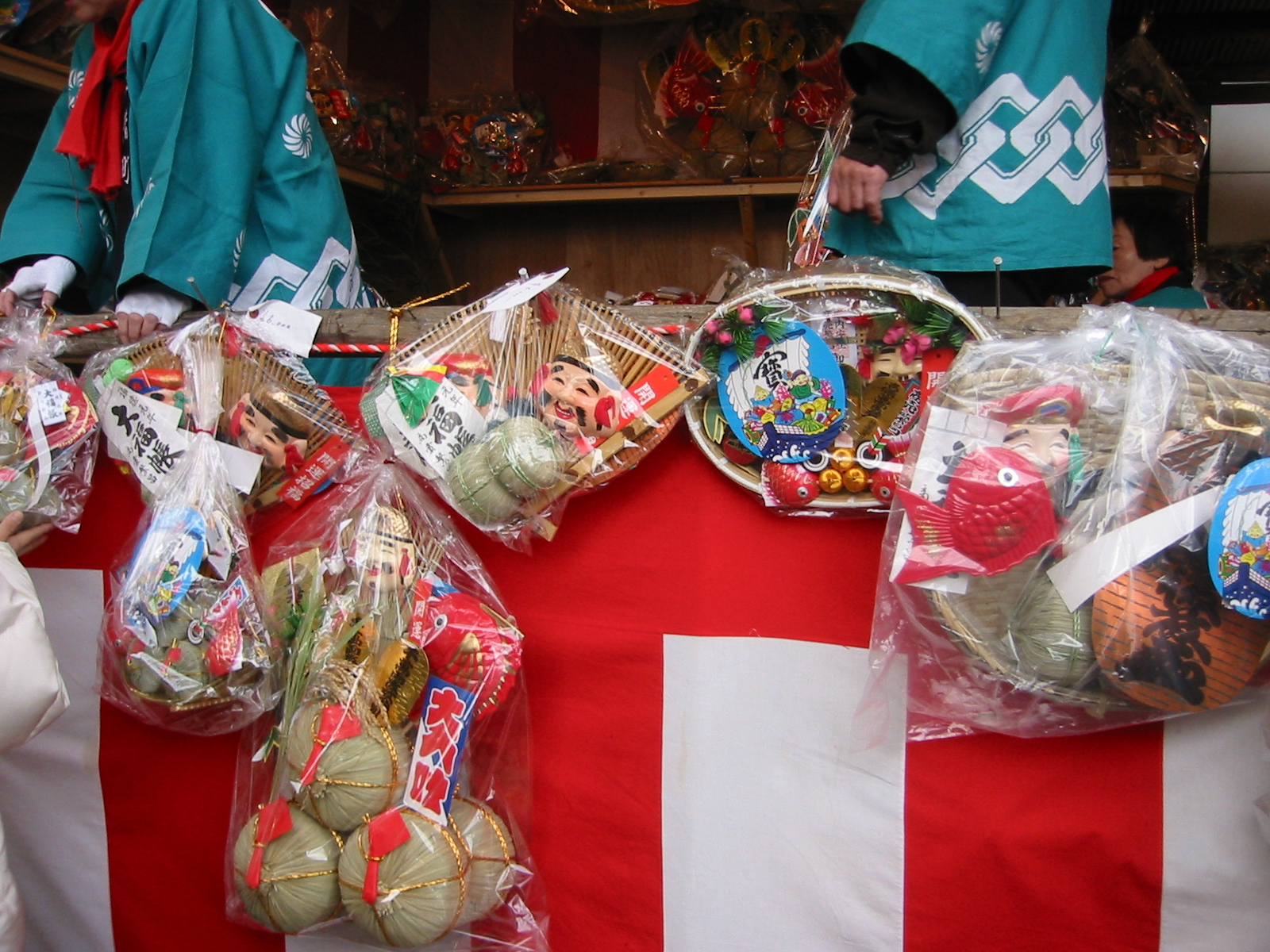
縁起物
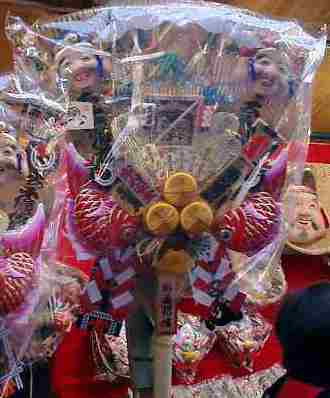
熊手
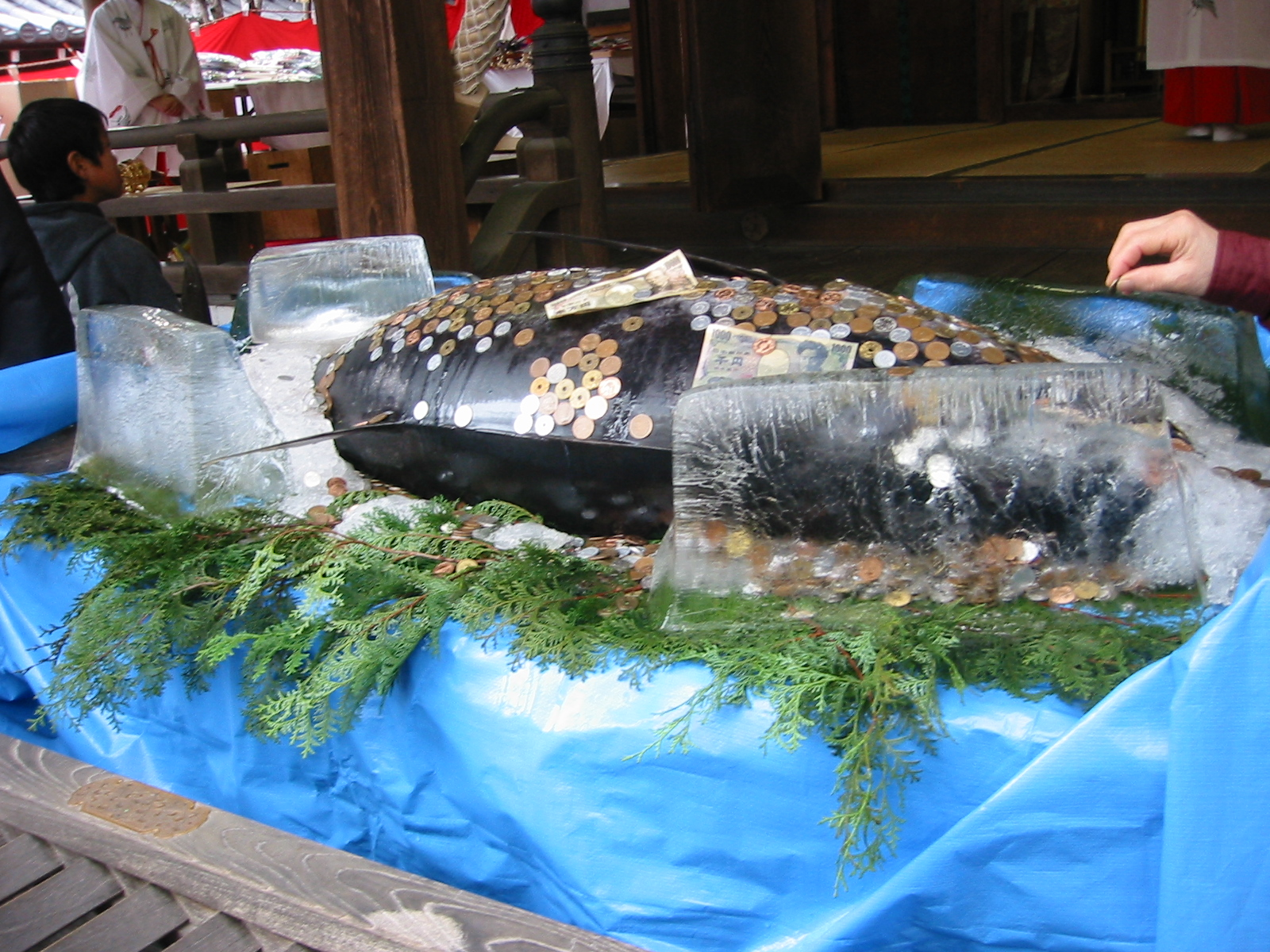
招福マグロ

### 関東地方
足利えびす講
栃木県足利市の西宮神社でおこなわれる。11月19日が宵祭りで翌20日が本祭り。屋台にて縁起物などが売られる。神楽が奉納される。
桐生ゑびす講
群馬県桐生市の桐生西宮神社でおこなわれる。11月19日が宵祭りで翌20日が本祭り。縁起物が売られ、数百の屋台が境内に連なる。神楽や太鼓が奉納される。からくり人形芝居なども催される。
高崎えびす講市
群馬県高崎市でおこなわれる。高崎実業組合連合会が昭和金融恐慌以降の不況下で商業を活性化させようと、1929年に美保神社の分霊を高崎神社境内の大国神社に祀り、それとともに11月19・20日にえびす講市をおこなったのがはじまり。戦中は途絶えたが戦後1947年から再開。現在は11月第3土・日に行われる。富くじ、えびす袋、千社札めぐり（ウォークラリー）などが催される。
日本橋べったら市
東京都中央区日本橋本町にある恵比寿を祀る寳田恵比寿神社とその周辺の椙森神社一帯で10月19・20日に行われる。露店が数百軒並ぶ。名物はべったら漬。
恵比寿べったら市
東京都渋谷区恵比寿西にある恵比寿神社で10月19･20日に行われる。露店が数百軒並ぶ。名物はべったら漬。神社の設立や地名の経緯からいって、上記「日本橋べったら市」が戦後に山手の恵比寿に派生したものである。

### 中部地方
甲府えびす講祭り
山梨県甲府市にて11月23日（勤労感謝の日）に行われる。甲府商工会議所が不況下の1929年に始めた。甲府市中心商店街や舞鶴城公園では屋台やフリーマーケットが並ぶ。舞鶴城公園に恵比寿天の仮宮が建てられ、商売繁盛を祈願しての恵比寿天神輿が担がれる。甲府囃子やパレードなども催され、福袋が売り出される。
長野えびす講煙火大会
長野市の犀川河川敷で11月23日に行われる花火大会。1899年から。11月の花火大会としては規模が大きく、2017年には13,000発打ち上げられた。観覧席も用意される。同月18-20日には同市の西宮神社にてえびす講祭（例大祭）が行われ、神楽の奉納や縁起物の販売がある。

### 中国地方
胡子講
広島市中区の胡子神社で11月18.19.20日に行われる。縁起物が売り出され、福引きも行われる。同時期に周辺商店街ではセールが開催される。
牛島えびすまつり
山口県光市牛島で4月第4日曜日に行われる。大漁と海上安全が祈願される。

## 各地の十日えびす
西宮神社（西宮市）
鎌倉時代の正元年間（1259年-1260年）にはすでに十日えびす祭の潔斎として忌籠祭（いごもりさい）がこの神社で行われていた。忌籠祭とは戸締まりし静寂を守り灯火も消し、籠もって夜明けを待つ神事。室町時代の『重編応仁記』によれば、中世の西宮市中の家々でも1月9日の夕方から忌籠祭がおこなわれていた。門松でえびす神が怪我をしないようにと、戦前まで「逆さ門松」の風習が残っていた。現在では禁忌の明けた10日午前6時に正門が開けられ、最初の参拝を競って約200メートルの参道を競走する開門神事福男選びが行われる。また、招福マグロを奉納するのが恒例となっている。
今宮戎神社（大阪市浪速区）
江戸中期頃から盛んになり、1675年（延宝3年）の大阪の町案内図『葦分舟』にその様子が描かれる。拝殿で笹を授かり、縁起物である吉兆・御札・小宝を付ける。参拝者が小宝を自由に選び、福娘によって飾りつけられる。また宝恵駕籠奉納の行列が町内を練り歩く。
京都ゑびす神社（京都市東山区）
元来は建仁寺の鎮守の寺内神社であったものを、神仏分離に際して建仁寺寺侍が譲り受け宮司となった神社。十日えびすの縁起物である福笹の授受を初めて行った神社と言われる。
堀川戎神社（大阪市北区）
江戸中期頃より盛んになる。ミナミの今宮戎とキタの堀川戎が大阪の町の十日えびすを代表するようになる。
柳原蛭子神社（神戸市兵庫区）
昭和から始められる。先々代宮司の井上四郎が西柳原町内や柳原商店街や福海寺（柳原大黒天を安置）の協力をえて、西宮神社などの十日えびすの盛り上がりを参考にして始めた。
大阪天満宮（大阪市北区）
境内外社の大将軍社・蛭児遷殿にえびすが祀られる。十日えびすは戦後途絶えていたが、2006年に天満天神繁昌亭が開席されたのを契機に、上方落語協会会長の桂三枝（現・六代桂文枝）の意向もあり復活した。
智恩寺（京都府宮津市）
「文殊堂十日えびす」が行われる。日本三文殊のひとつであり秘仏の「丹後の切戸文殊」が開帳され、商売繁盛や学業成就が祈願される。
平塚三嶋神社（神奈川県平塚市）
江戸中期より東海道の通行や大山信仰として江戸や伊豆、房総半島から大勢の旅人が船で近隣の須賀港に寄港すると総鎮守である三嶋神社に参拝し道中の安全と心身の守護を祈願されるようになりおおきく栄えた。神奈川県で唯一、「新春えびすまつり」を毎年1月第3日曜におこなっている。「新春えびすまつり」は福男福女の祈祷・笹の授与・運福まき神事（福娘による歌謡ショーののち福まき）がおこなわれる。境内では名物えびす鍋（漁師鍋）やミニフリーマーケットが実施される。

## 誓文払い
京都府京都市の八坂神社の摂社である四条京極の冠者殿社が発祥の行事。冠者殿社は誓約（うけい）の故事により誓約の神として崇められる。また堀川夜討ちで倒れた土佐坊昌俊の故事から、偽りの誓文をした身を祓い清めるとされる。祭礼日はえびす講と同じく10月20日で、この日には遊女などが参詣して身を祓い、さらに商人は利益を客に還元する大安売りを行った。
福岡市の川端通商店街で行われる誓文払いは「大阪の蛭子市」から発想を得て始められたバーゲンセールである。